# Motorola StarTAC

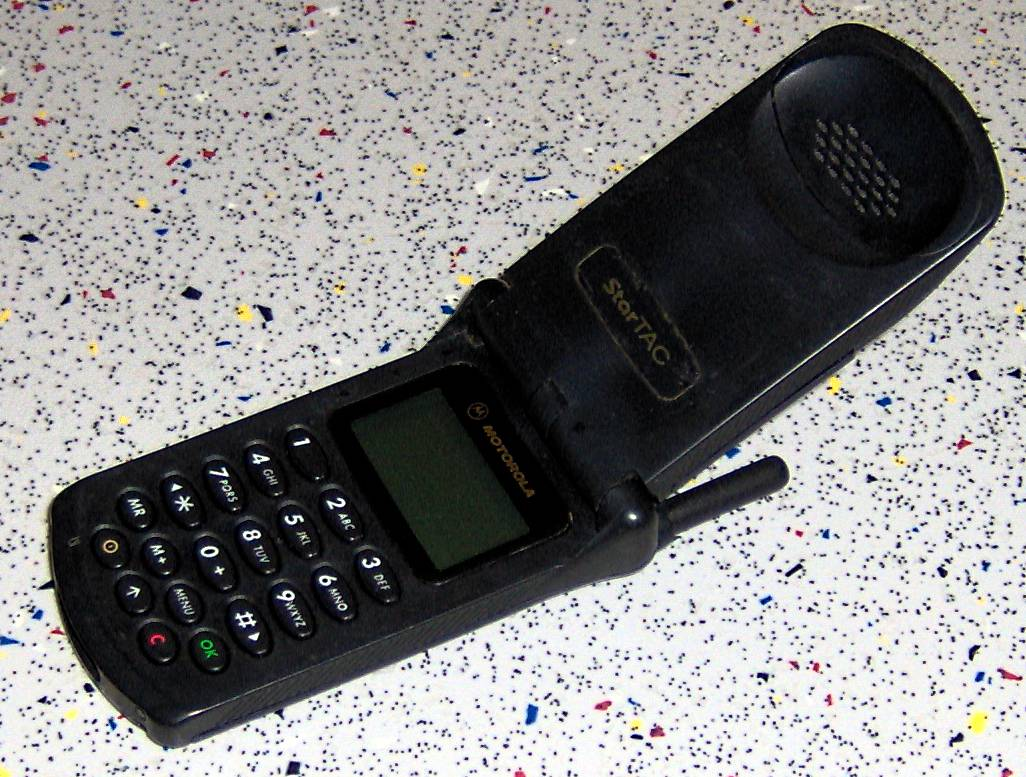
Motorola StarTAC.

Le Motorola StarTAC est un téléphone mobile à clapet fabriqué par Motorola.
Commercialisé à partir de janvier 1996, il est alors le premier téléphone mobile à clapet. Il succède alors au Motorola MicroTAC (en) lancé en 1989.  
Environ 60 millions d'unités sont vendues.
Diverses variantes ont été également commercialisées.